# Семюель Сейдлін
Семюел М. Сейдлін (1 травня 1895—1955) — американський ендокринолог українського походження, піонер у галузі ядерної медицини, він використовував радіойод для діагностики та терапії раку щитоподібної залози на початку 1940-х років.

## Раннє життя
Самуель Сейдлін народився у Дніпропетровській області, Україна, в сім'ї Мартіна Сейдліна та Сіми Сейдлін. Його привезли до Нью-Йорка ще дитиною. Він здобув ступінь доктора медичних наук у 1923 році в Лікарсько-хірургічному коледжі Вагелос Колумбійського університету та працював інтерном і молодшим співробітником у лікарні Джона Гопкінса в Балтиморі.

## Кар'єра
У 1943 році Сейдлін створив дослідницьку лабораторію медичної фізики в лікарні Монтефіоре та її ендокринну клініку. Того ж року в лікарні Монтефіоре в Нью-Йорку, ґрунтуючись на успішному застосуванні доктором Солом Герцем радіоактивного йоду для лікування хвороби Грейвса, Сейдлін проконсультувався з доктором Герцем щодо використання RAI у лікуванні карциноми щитоподібної залози. Доктор Сейдлін ввів пацієнту радіоактивний йод і використав цей радіоізотоп для локалізації кількох метастазів аденокарциноми щитоподібної залози. Сейдлін продовжував працювати керівником ендокринної клініки та дослідницької лабораторії медичної фізики в Монтефіоре та лікував 23 пацієнтів із метастатичним раком щитоподібної залози радіоактивним йодом, використовуючи для більшості з них реактори.